# Jack Thayer
John Borland "Jack" Thayer III (24 de dezembro de 1894 – 20 de setembro de 1945) foi um passageiro da Primeira Classe na viagem inaugural do RMS Titanic, que sobreviveu ao naufrágio e forneceu diversos relatos em primeira mão dos acontecimentos durante o desastre.

## RMSTitanic1912
John (Jack) Borland Thayer, III nasceu na família Thayer, uma rica família aristocrática americana e era filho de John B. Thayer, diretor e segundo Vice-Presidente da Pennsylvania Railroady, e da socialite da Filadélfia Marian Morris Thayer. Jack, então com dezessete anos tinha viajado pela Europa com seus pais e uma criada chamada Margaret Fleming e se dirigia para Nova Iorque, quando embarcaram a bordo do RMS Titanic em Cherbourg-Octeville na quarta-feira, 10 de abril de 1912. A cabine de Jack, C-70 era adjunta à de seus pais, C-68.
pouco depois das 23:30, após a colisão do navio com um iceberg, ele se vestiu e foi para o Convés A no lado bombordo do navio para ver o que tinha acontecido. Não encontrando nada, ele andou até a proa, onde encontrou gelo.
Jack acordou seus pais, que o acompanharam de volta até o lado de bombordo do navio. Percebendo que o Titanic adernava para bombordo, eles retornaram para seus quartos, onde colocaram roupas mais quentes e seus coletes salva-vidas. Eles retornaram para o convés, mas Jack se perdeu de seus pais. Após os buscar por um tempo, ele assumiu que tinham embarcado em um bote salva-vidas.
Jack logo encontrou Milton Long, companheiro de viagem que ele tinha encontrado horas antes durante o café. Tanto Milton quando Jack tentaram embarcar em um dos botes mas não foram permitidos por serem homens. Jack então propôs que pulassem do navio, pois ele era um bom nadador. Entretanto, Milton não era e aconselhou Jack não fazê-lo.
Finalmente, quando o navio afundava rapidamente, os dois homens decidiram pular e nadar até encontrarem segurança. Milton pulou primeiro, pulando de frente para o navio; foi a última vez que Jack o viu. Jack se lançou da grade, de costas para o navio. Na água, Jack alcançou o Bote desmontável B que estava virado. Muito exausto para se salvar, ele foi puxado da água. Ele e outros homens, incluindo Harold Bride, Archibald Gracie IV, o padeiro chefe  Charles Joughin e o Segundo Oficial Charles Lightoller, conseguiram se equilibrar no bote por algumas horas. Jack posteriormente disse que os clamores de centenas de pessoas na água pareciam para ele como do zumbido alto dos gafanhotos na sua cidade natal Pensilvânia.
Após passar a noite no Desmontável B virada para baixo, Jack foi pego pelo bote número 12.
Ele estava tão perturbado e congelado que não notou sua mãe no bote número 4 que estava próximo; nem ela o notou. O bote 12 finalmente se aproximou do  RMS Carpathia às 8:30 h. O pai de Jack não escapou com vida.
Quase todos os sobreviventes foram aqueles que embarcaram nos botes salva-vidas. Jack foi um dos por volta de 40 sobreviventes que pularam ou caíram na água.